# Autorité de régulation des hydrocarbures
L'Autorité de régulation des hydrocarbures (ARH) (en arabe : سلطة ضبط المحروقات), désigne l'agence nationale chargée du contrôle et de la régulation des activités dans le domaine des hydrocarbures en Algérie. Créée par la loi n° 05-07 du 28 avril 2005 (abrogée), et maintenue dans le cadre institutionnel responsable des activités d'hydrocarbures par la loi n° 19-13 du 11 décembre 2019, elle est une autorité indépendante dotée de la personnalité juridique et de l'autonomie financière.

## Fonctionnement
L'ANRH fonctionne avec une personnalité juridique et une autonomie financière. Ses ressources financières proviennent de plusieurs sources, notamment 40% du produit de la redevance (conformément à l'article 36 de la Loi n°13-19), la rémunération des prestations fournies, ainsi que tout autre produit lié à ses missions. Son budget annuel est soumis à l'approbation du Conseil de Surveillance, et l'Agence est dotée d'un commissaire aux comptes pour le contrôle et l'approbation de ses comptes. Elle n'est pas soumise aux règles applicables à l'administration pour ce qui concerne son organisation, son fonctionnement et le statut de son personnel.

## Mission
L'Autorité de régulation des hydrocarbures a pour mission de participer à la mise en œuvre de la politique nationale en matière d'hydrocarbures. Conformément aux articles 43 et 44 de la loi n° 19-13 du 11 décembre 2019 régissant les activités d'hydrocarbures, elle est chargée de veiller au respect de plusieurs réglementations techniques, notamment :
- La réglementation applicable aux activités d'hydrocarbures.
- Les normes et conditions relatives à la construction des infrastructures de transport et de stockage par canalisation.
- Les normes et conditions relatives à l'application des tarifs et du principe du libre accès des tiers aux infrastructures de transport et de stockage par canalisation.
- La réglementation en matière d'hygiène, de sécurité industrielle, d'environnement et de prévention et de gestion des risques majeurs, notamment en matière d'émissions atmosphériques et de protection des nappes phréatiques et des aquifères.
- Les règles techniques garantissant l'intégrité des puits producteurs et injecteurs, la prévention des risques sur la santé, la sécurité des personnes, la protection de l'environnement et des aquifères lors des phases deforage, d'exploitation et d'abandon des puits.
- La réglementation relative à l'utilisation de produits chimiques dans le cadre des activités d'hydrocarbures.
- Le contrôle de conformité et de qualité des produits pétroliers.
- L'application des règlements, directives, normes et standards internationaux établis sur la base des meilleures pratiques industrielles.
- L'application des sanctions en cas d'infraction aux réglementations techniques, aux tarifs et au libre accès des tiers, ainsi qu'en matière de santé, de sécurité industrielle et d'environnement.
- Les normes et spécifications du gaz naturel après les opérations de traitement.
- Les prescriptions techniques applicables pour le comptage des hydrocarbures.